# Kanakuppe, Molakalmuru
Kanakuppe là một làng thuộc tehsil Molakalmuru, huyện Chitradurga, bang Karnataka, Ấn Độ.